# Rosenball (Vienne)
Le Rosenball (en français, le Bal des Roses) est un événement annuel parallèle au traditionnel Bal de l'opéra de Vienne avec de la house music et de la disco au lieu de la musique de valse des bals. Il se considère à la fois comme une sorte de persiflage (sans toutefois renoncer à des éléments de programme typiques tels que les débutantes et la polonaise en ouverture) et comme un hommage à la culture du bal autrichien. Il est également présenté dans les médias comme une alternative ou un complément au bal de l'opéra, voire dans un antagonisme avec le conservatisme du bal de l'opéra.
Depuis 1992, le bal des roses, comme le bal de l'opéra, a lieu jeudi avant mardi gras. Comme le Life Ball (de), il a ses nouvelles racines dans la scène gay. Jusqu'en 2005, il se confond avec l'hebdomadaire Heaven Gay Night de Miss Candy (Holger Thor (de)) au club U4. Après sa fermeture temporaire, le 15e Rosenball en 2006 a lieu à la discothèque Volksgarten, et le 16e en 2007 au palais Auersperg.
Des costumes glamour ou des tenues de soirée sont souhaitables comme code vestimentaire.

## Source de la traduction
- (de) Cet article est partiellement ou en totalité issu de l’article de Wikipédia en allemand intitulé « Rosenball (Wien) » (voir la liste des auteurs).